# Joci Pápai

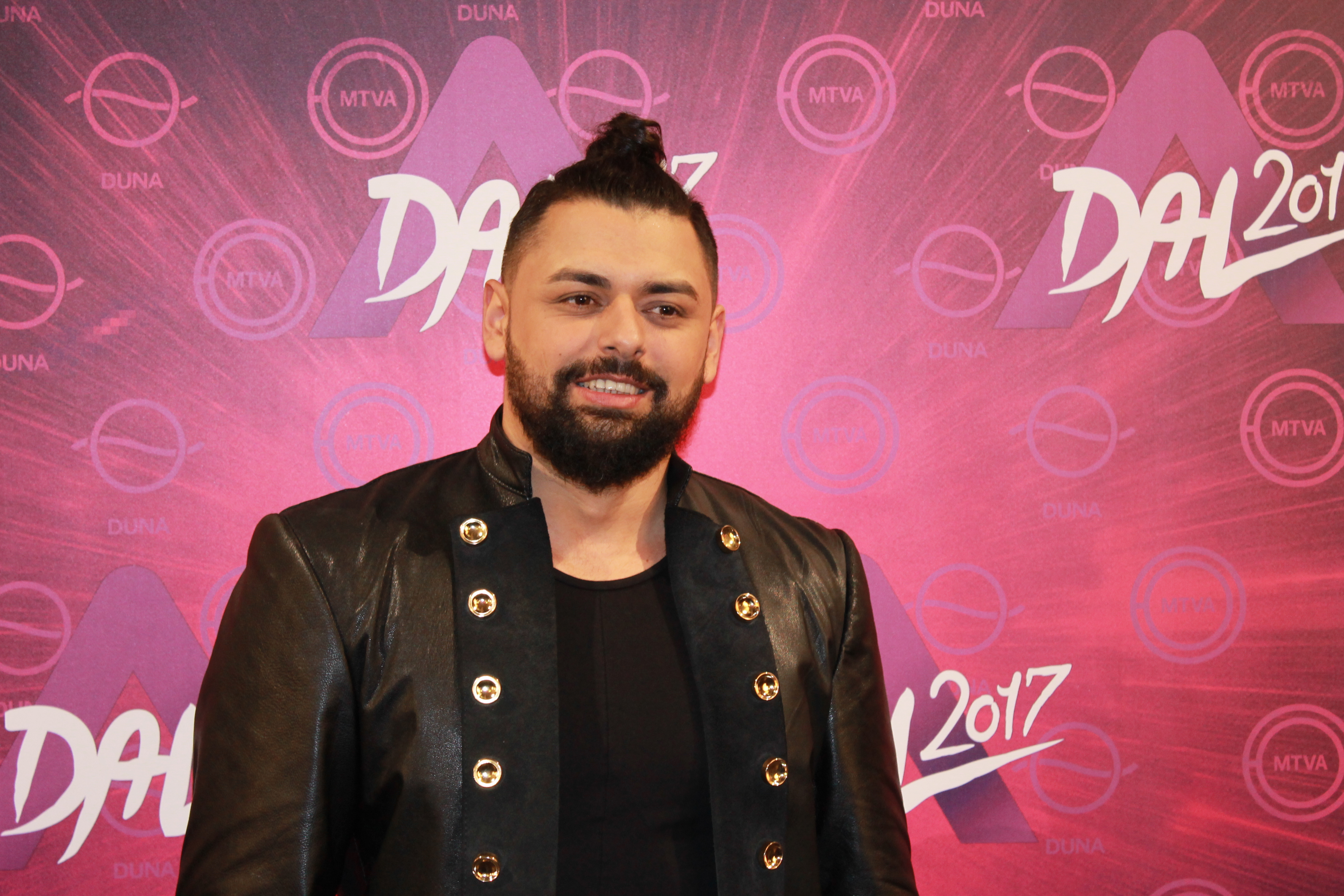
Joci Pápai (2017)

József „Joci“ Pápai (* 22. September 1981 in Tata) ist ein Roma-ungarischer Sänger.

## Leben
Joci Pápai wurde 1981 in Tata in eine musikalische Romafamilie mit drei Geschwistern und einem musizierenden Vater hineingeboren. Er begann im Alter von vier Jahren auf die Intention seines älteren Bruders Gitarre zu spielen und Lieder zu schreiben. Bereits mit sieben nahm er an einem ersten Musikwettbewerb teil und gab sein erstes Konzert, bevor er noch in Grundschulzeiten zahlreiche Wettbewerbe gewinnen konnte. Pápai betätigte sich auch als Basketballspieler, musste dies aber aus Zeitgründen für die Musik aufgeben. Er wurde vor allem von der Musik der 60er und 70er, Rockmusik, Popmusik, Soul und R&B geprägt.

## Karriere
2001 nahm Pápai im Alter von etwa 20 Jahren am Talentwettbewerb Üstökös (deutsch Komet) teil.
2005 nahm er an der ungarischen Musikshow Megasztár teil.
Direkt im Anschluss unterzeichnete er einen Vertrag beim Plattenlabel Magneoton und veröffentlichte sein Debütalbum. Er ließ seine Lieder, wenn er sie nicht selbst schrieb, von Künstlern wie Zé Szabó, Viktor Rakonczai oder Majka komponieren. Mit letzterem arbeitete er auch in den folgenden Jahren noch eng zusammen. Nach einer fünfjährigen Schaffenspause begann er 2012 wieder Lieder zu veröffentlichen.
2017 nahm er am A Dal teil. In der ersten Runde konnte er den zweiten Platz hinter Gigi Radics, einer Verwandten von Gergő Oláh, erreichen und kam somit ins Halbfinale. Dieses konnte er gewinnen, bevor er dies im Finale wiederholte. Daher vertrat er Ungarn beim Eurovision Song Contest 2017 in Kiew mit dem ungarischsprachigen Lied Origo, das starke Elemente der Romamusik aufweist, aber auch einen gerappten Teil hat und das von Pápai selbst verfasst worden ist. Er erreichte Platz 8.
2019 nahm er mit seinem Lied Az én apám erneut am A Dal teil. In der ersten Runde erreichte er den zweiten Platz. Im Halbfinale und im Finale belegte er jeweils den ersten Platz und vertrat somit Ungarn auch beim Eurovision Song Contest 2019 in Tel Aviv. Er konnte sich jedoch nicht für das Finale des Wettbewerbs qualifizieren. Damit schied Ungarn erstmals seit der Rückkehr 2011 bereits im Halbfinale aus.

## Diskografie

### Alben
- 2005: Vigaszdíj

### Singles
- 2010: Ne nézz így rám
- 2010: Nélküled (mit Majka & Tyson)
- 2011: Rabolj el
- 2013: Nekem ez jár (mit Majka, Curtis & BLR)
- 2015: Mikor a test örexik (mit Majka)
- 2015: Elrejtett világ (mit Caramel & Zé Szabó)
- 2016: Senki más (mit Majka)
- 2017: Origo
- 2017: Özönvíz
- 2018: Távol
- 2018: Látomás
- 2018: Kirakós
- 2018: Az én apám

### Gastbeiträge
- 2011: Bom Chicka Wah Wah (Majka feat. Tyson & Joci Pápai)
- 2018: Irány sopron (Majka & Curtis feat Joci Pápai)